# Oliwia z Brescii
Oliwia (Oliwa) z Brescii (zm. ok. 119 w Brescii) – męczennica czasów Hadriana, święta Kościoła katolickiego.
Jej postać pojawiła się w starym martyrologium przechowywanym w Brescii. Opis jej męczeństwa został skomponowany dość późno. Poniosła śmierć męczeńską za wiarę i miłość do Jezusa Chrystusa.
Chrześcijanie, uznani za winnych wszystkich niepowodzeń, byli prześladowani i zabijani dla przebłagania zagniewanych bogów. Wśród umęczonych znalazła się także Oliwia, będąca ofiarą swojej mocnej wiary w Chrystusa, Pana Boga i Zbawiciela. Została aresztowana i postawiona przed sądem za bycie chrześcijanką. Sędzia (namiestnik Brescii) domagał się od niej złożenia ofiary bogom. Odpowiedziała mu, że uwielbia tylko jedynego Boga, Stworzyciela nieba i ziemi, przez co została poddana torturom. Następnie skazano ją na śmierć, która miała miejsce w jej rodzinnym mieście w 119 roku (jak podaje legenda).
Jej wspomnienie liturgiczne obchodzone jest 5 marca lub 18 kwietnia. 
Kult świętej Oliwii, męczennicy, był na tyle rozpowszechniony i żywy, że przetrwał wiele wieków i znany jest do dzisiaj.
Zdrowi ludzie modlą się za jej wstawiennictwem o zachowanie zdrowia, chorzy o ulgę w cierpieniu, podróżnicy o szczęśliwą podróż.
W 1518 roku odnaleziono jej relikwie i przeniesiono do kościoła kapucynów.